# Generałowie i admirałowie II Rzeczypospolitej w II wojnie światowej
W okresie II Rzeczypospolitej przez szeregi Wojska Polskiego przeszło 540 generałów.
Generałowie w służbie czynnej:
| Rok             | Generałowie | w tym      | w tym        | w tym        |               | w tym      | w tym           | w tym |
| Rok             | Generałowie | gen. broni | gen. dywizji | gen. brygady | w sł. czynnej | w rezerwie | w st. spoczynku |       |
| --------------- | ----------- | ---------- | ------------ | ------------ | ------------- | ---------- | --------------- | ----- |
| 1920            | 143         | 4          | 26           | 113          | 98            | 7          | 62              |       |
| 1 czerwca 1921  | 93          | 3          | 21           | 69           | 93            |            |                 |       |
| 1922            | 95          | 3          | 19           | 73           | 95            |            |                 |       |
| 1923            | 96          |            |              |              |               |            |                 |       |
| 1924            | 143         | 4          | 24           |              |               |            |                 |       |
| 1927            | 104         | 4          | 24           | 76           |               |            | 30              |       |
| 1928            | 81          | 0          | 18           |              |               |            |                 |       |
| 1932            | 83          | 0          | 15           |              |               |            |                 |       |
| 1 września 1939 | 97          | 2          | 12           | 83           | 97            |            |                 |       |

We wrześniu 1939 w Wojsku Polskim pełniło służbę czynną 97 generałów różnych stopni w tym 3 kontradmirałów. W ramach mobilizacji powołano do czynnej służby kilkudziesięciu generałów, będących w rezerwie lub w stanie spoczynku.

## Polegli w walkach we wrześniu 1939
W trakcie działań wojennych we wrześniu 1939 w walce z Niemcami poległo na polu chwały 4 generałów służby czynnej. Podczas obrony Warszawy zmarł z ran jeden generał w stanie spoczynku służący jako ochotnik.
| Imię i nazwisko                        | Przydział służbowy       | Okoliczności, miejsce i data śmierci                                                       |
| -------------------------------------- | ------------------------ | ------------------------------------------------------------------------------------------ |
| gen. bryg. Mikołaj Bołtuć              | d-ca GO „Wschód”         | poległ pod Łomiankami 22 września 1939                                                     |
| gen. bryg. Stanisław Grzmot-Skotnicki  | d-ca GO „Czersk”         | ranny i wzięty do niewoli 18 września 1939 r. pod Tułowicami, zmarł z ran 19 września 1939 |
| gen. bryg. Józef Kustroń               | d-ca 21 DPG              | poległ pod Oleszycami 16 września 1939                                                     |
| gen. bryg. Stanisław Rawicz-Dziewulski | stan spoczynku, ochotnik | w obronie Warszawy, zmarł z ran 18 września 1939                                           |
| gen. bryg. Franciszek Wład             | d-ca 14 WDP              | poległ pod Iłowem 18 września 1939                                                         |

## W niewoli niemieckiej
Po zakończeniu działań wojennych we wrześniu 1939 w niewoli niemieckiej znalazło się 4 generałów dywizji, 30 generałów brygady i 1 kontradmirał. Czterech z nich zmarło w niewoli, dwaj zostali z niewoli zwolnieni z powodu stanu zdrowia. Pozostali przebywali w niewoli do chwili wyzwolenia obozów i żaden z nich nie wziął już czynnego udziału w wojnie.

### Przebywający w niewoli od kampanii wrześniowej do końca wojny
| Imię i nazwisko                            | Przydział służbowy                  | Oflag (ostatni przed uwolnieniem) i losy powojenne                                                                             |
| ------------------------------------------ | ----------------------------------- | --- |
| gen. dyw. Władysław Bortnowski             | d-ca Armii "Pomorze"                | VII A Murnau, po wojnie na emigracji w Wielkiej Brytanii i USA, zmarł w 1966 r.                                                |
| gen. dyw. Tadeusz Kutrzeba                 | d-ca Armii „Poznań”                 | VII A Murnau, w PSZ na Zachodzie, zmarł w 1947 r. w Londynie                                                                   |
| gen. dyw. Tadeusz Piskor                   | d-ca Armii "Lublin"                 | VI B Dössel, po wojnie na emigracji w Wielkiej Brytanii, zmarł w 1951 r.                                                       |
| gen. dyw. Juliusz Rómmel                   | d-ca Armii "Łódź"                   | VII A Murnau, po wojnie w Polsce w LWP, od 1947 w stanie spoczynku, zmarł w 1967 r.                                            |
| gen. bryg. Roman Abraham                   | d-ca Wielkopolskiej BK              | VII A Murnau, po wojnie w Polsce poza służbą, zmarł w 1976 r.                                                                  |
| gen. bryg. Władysław Bończa-Uzdowski       | d-ca 28 DP                          | VII A Murnau, po wojnie w Polsce poza służbą, zmarł w 1957 r.                                                                  |
| gen. bryg. Leopold Cehak                   | d-ca 30 DP                          | VII A Murnau, zmarł w 1946 r. w Nicei w obozie przejściowym.                                                                   |
| gen. bryg. Jan Chmurowicz                  | z-ca d-cy OK Nr X                   | II C Woldenberg, po wojnie w Polsce poza służbą, zmarł w 1965 r.                                                               |
| gen. bryg. Walerian Czuma                  | d-ca obrony Warszawy                | VI B Dössel, po wojnie na emigracji w Wielkiej Brytanii, zmarł w 1962 r.                                                       |
| gen. bryg. Franciszek Dindorf-Ankowicz     | d-ca 10 DP                          | VII A Murnau, po wojnie w PSZ na Zachodzie i na emigracji w Wielkiej Brytanii, zmarł w 1963 r.                                 |
| gen. bryg. Juliusz Drapella                | d-ca 27 DP                          | VII A Murnau, zmarł w 1946 r. w Nicei w obozie przejściowym                                                                    |
| gen. bryg. Janusz Gąsiorowski              | d-ca 7 DP                           | VII A Murnau, po wojnie na emigracji we Francji, zmarł w 1949 r.                                                               |
| gen. bryg. Jan Jagmin-Sadowski             | d-ca GO "Śląsk"                     | VII A Murnau, po wojnie w Polsce w stanie spoczynku, zmarł w 1977 r.                                                           |
| gen. bryg. Ludwik Kmicic-Skrzyński         | d-ca Podlaskiej BK                  | II B Gross-Born, po wojnie w 2 Korpusie Polskim i na emigracji w Wielkiej Brytanii, zmarł w 1972 r.                            |
| gen. bryg. Edmund Knoll-Kownacki           | d-ca GO "Koło"                      | VII A Murnau, po wojnie w 2 Korpusie Polskim i na emigracji w Wielkiej Brytanii, zmarł w 1953 r.                               |
| gen. bryg. Wincenty Kowalski               | d-ca GO "Wyszków"                   | VII A Murnau, po wojnie na emigracji w USA, zmarł w 1984 r.                                                                    |
| gen. bryg. Emil Krukowicz-Przedrzymirski   | d-ca Armii "Modlin"                 | VII A Murnau, po wojnie w PSZ na Zachodzie (od 1946 gen. dyw.) i na emigracji w Kanadzie, zmarł w 1957 r.                      |
| gen. bryg. Jan Kruszewski                  | d-ca GO w Armii "Prusy"             | VII A Murnau, po wojnie na emigracji we Francji, zmarł w 1977 r.                                                               |
| gen. bryg. Józef Kwaciszewski              | d-ca 19 DP                          | VII A Murnau, po wojnie w Polsce poza służbą, zmarł w 1958 r.                                                                  |
| gen. bryg. Stanisław Oktawiusz Małachowski | z-ca dowódcy obrony Modlina         | VII A Murnau, po wojnie na emigracji we Francji i w Chile, zmarł w 1971 r.                                                     |
| gen. bryg. Bernard Mond                    | d-ca 6 DP                           | VI B Dössel, po wojnie w Polsce poza służbą, zmarł w 1957 r.                                                                   |
| gen. bryg. Zygmunt Piasecki                | d-ca Krakowskiej BK                 | VII A Murnau, po wojnie w 2 Korpusie Polskim i na emigracji we Włoszech, zmarł w 1954 r.                                       |
| gen. bryg. Wacław Piekarski                | d-ca 41 DP                          | VII A Murnau, po wojnie na emigracji we Francji, zmarł w 1979 r.                                                               |
| gen. bryg. Zygmunt Podhorski               | d-ca Suwalskiej BK i Dyw. "Zaza"    | VII A Murnau, po wojnie w 2 Korpusie Polskim i na emigracji w Wielkiej Brytanii, zmarł w 1960 r.                               |
| gen. bryg. Zdzisław Przyjałkowski          | d-ca 15 DP                          | VII A Murnau, po wojnie na emigracji w Szwecji, zmarł w 1971 r.                                                                |
| gen. bryg. Antoni Szylling                 | d-ca Armii „Kraków”                 | VII A Murnau, po wojnie od 1945 gen. dyw., na emigracji w Kanadzie, zmarł w 1971 r.                                            |
| gen. bryg. Stanisław Taczak                | bez przydziału                      | VII A Murnau, po wojnie w PSZ na Zachodzie, potem w Polsce poza służbą, zmarł w 1960 r.                                        |
| gen. bryg. Wiktor Thommée                  | d-ca GO "Piotrków" i obrony Modlina | VI B Dössel, po wojnie w PSZ na Zachodzie, potem w Polsce w stanie spoczynku, zmarł w 1962 r., pośmiertnie gen. dyw. (1964)    |
| kadm. Józef Unrug                          | d-ca Floty i Obrony Wybrzeża        | VII A Murnau, po wojnie w PSZ na Zachodzie (od 1946 wadm.) i na emigracji we Francji, zmarł w 1973 r., pośmiertnie adm. (2018) |

### Zwolnieni z niewoli
| Imię i nazwisko               | Przydział służbowy | Oflag (ostatni przed uwolnieniem) i losy powojenne |
| ----------------------------- | ------------------ | --- |
| gen. bryg. Bruno Olbrycht     | d-ca 39 DP         | VIII E Johannisbrunn, zwolniony w 1941 jako inwalida, potem w AK (d-ca 21 DP), w LWP (od 1945 gen. dyw.), od 1947 w stanie spoczynku, zmarł w 1951 r.        |
| gen. bryg. Aleksander Załęski | bez przydziału     | IV B Königstein, zwolniony w 1941 r. ze względu na stan zdrowia, w 1945 zgłosił się do LWP, nie został przyjęty, potem w Polsce poza służbą, zmarł w 1947 r. |

### Zmarli w niewoli
| Imię i nazwisko                     | Przydział służbowy | Oflag (ostatni przed uwolnieniem) i losy powojenne                                                    |
| ----------------------------------- | ------------------ | --- |
| gen. bryg. Franciszek Alter         | d-ca 25 DP         | VII A Murnau, zmarł w niewoli w szpitalu w Garmisch-Partenkirchen w 1945 r.                           |
| gen. bryg. Franciszek Kleeberg      | d-ca SGO "Polesie" | IV B Königstein, zmarł w niewoli w szpitalu w Weisser Hirsch w 1941 r., pośmiertnie gen. dyw. (1943). |
| gen. bryg. Czesław Młot-Fijałkowski | d-ca SGO "Narew"   | VII A Murnau, zmarł w obozie w 1944 r.                                                                |
| gen. bryg. Juliusz Zulauf           | d-ca 5 DP          | VII A Murnau, zmarł w obozie w 1943 r.                                                                |

## W niewoli sowieckiej
W ręce sowieckie wpadło w 1939 r. 4 generałów dywizji, 15 generałów brygady i 1 kontradmirał. Generałowie służby czynnej nie byli przez władze sowieckie traktowani zgodnie z konwencją genewską. 12 z nich zostało zamordowanych lub zmarło w więzieniu na skutek nieludzkich warunków, jeden zdołał uciec, jeden został uwolniony na mocy układu Sikorski-Majski, a sześciu zgodnie z tym układem wstąpiło do Polskich Sił Zbrojnych w ZSRS i opuściło Związek Sowiecki drogą na Bliski Wschód.
Generałowie, którzy nie pełnili służby w czasie wojny, a padli ofiarą sowieckich represji (często razem z generałami służby czynnej), wykazani są w ostatniej części na liście generałów w stanie spoczynku.

### Zamordowani i zmarli w więzieniach
| Imię i nazwisko                     | Przydział służbowy                         | Miejsce uwięzienia oraz miejsce i data śmierci                                            |
| ----------------------------------- | ------------------------------------------ | ----------------------------------------------------------------------------------------- |
| gen. dyw. Władysław Jędrzejewski    | w obronie Lwowa bez przydziału             | uwięziony we Lwowie, zmarł w 1939 lub 1940 r. w więzieniu, pośmiertnie gen. broni (2016). |
| gen. dyw. Mieczysław Linde          | w obronie Lwowa bez przydziału             | uwięziony we Lwowie, Starobielsk, zmarł w 1940 r. w łagrze.                               |
| gen. dyw. Rudolf Prich              | d-ca obrony obszaru Lwowa                  | uwięziony we Lwowie, zamordowany na Ukrainie w 1940 r.                                    |
| gen. bryg. Leon Billewicz           | d-ca zgrupowania w Brzeżanach              | Starobielsk, zamordowany w Charkowie w 1940 r., pośmiertnie gen. dyw. (2007).             |
| kadm. Xawery Czernicki              | z-ca szefa Kierownictwa Marynarki Wojennej | Kozielsk, zamordowany w Katyniu w 1940 r., pośmiertnie wiceadm. (2007).                   |
| gen. bryg. Aleksander Kowalewski    | d-ca zgrupowania w Brzeżanach              | Starobielsk, zamordowany w Charkowie w 1940 r., pośmiertnie gen. dyw. (2007)              |
| gen. bryg. Józef Olszyna-Wilczyński | d-ca GO "Grodno"                           | zamordowany zaraz po wzięciu do niewoli w Sopoćkiniach 22 września 1939 r.                |
| gen. bryg. Kazimierz Łukoski        | d-ca GO "Jasło"                            | Starobielsk, zamordowany w Charkowie w 1940 r., pośmiertnie gen. dyw. (2007)              |
| gen. bryg. Konstanty Plisowski      | d-ca twierdzy Brześć i Nowogródzkiej BK    | Starobielsk, zamordowany w Charkowie w 1940 r., pośmiertnie gen. dyw. (2007)              |
| gen. bryg. Franciszek Sikorski      | d-ca obrony Lwowa                          | Starobielsk, zamordowany w Charkowie w 1940 r. pośmiertnie gen. dyw. (2007)               |
| gen. bryg. Piotr Skuratowicz        | d-ca GO "Dubno"                            | Starobielsk, zamordowany w Charkowie w 1940 r. pośmiertnie gen. dyw. (2007)               |
| gen. bryg. Mieczysław Smorawiński   | dowódca OK II Lublin                       | Kozielsk, zamordowany w Katyniu w 1940 r., pośmiertnie gen. dyw. (2007)                   |

### Opuścili Związek Sowiecki
| Imię i nazwisko                           | Przydział służbowy                           | Losy w ZSRS i dalsza służba |
| ----------------------------------------- | -------------------------------------------- | --- |
| gen. dyw. Marian Januszajtis-Żegota       | zmobilizowany bez przydziału do obrony Lwowa | aresztowany w październiku 1939, więziony we Lwowie i w Moskwie, zwolniony w lipcu 1941, przybył do Wielkiej Brytanii i we wrześniu 1941 przywrócony do służby, w dyspozycji Naczelnego Wodza i na nieistotnych stanowiskach, potem przewodniczący Wojskowego Trybunału Orzekającego, po wojnie na emigracji w Wielkiej Brytanii, zmarł w 1973 r. |
| gen. bryg. Władysław Anders               | d-ca Nowogródzkiej BK i GO Kawalerii         | więziony we Lwowie i Moskwie, od 1941 gen. dyw., d-ca Polskich Sił Zbrojnych w ZSRS, Armii Polskiej na Wschodzie i 2 Korpusu Polskiego, w 1945 p.o. Naczelnego Wodza, po wojnie na emigracji w Wielkiej Brytanii, od 1954 gen. broni, zmarł w 1970 r.                                                                                             |
| gen. bryg. Mieczysław Boruta-Spiechowicz  | d-ca GO „Bielsko”                            | aresztowany w grudniu 1939, więziony w Stanisławowie i Moskwie, d-ca 5 DP i I Korpusu Pancerno-Motorowego, od 1945 w Polsce poza służbą, zmarł w 1985 r. jako ostatni żyjący w Polsce generał września 1939 r. |
| gen. bryg. Czesław Jarnuszkiewicz         | inspektor PWiWF                              | więziony w Starobielsku i w Moskwie, po ewakuacji bez przydziału w stanie nieczynnym, po wojnie na emigracji w Wielkiej Brytanii, zmarł w 1988 r. |
| gen. bryg. Marian Przewłocki              | d-ca GO Kawalerii Nr 2                       | wzięty do niewoli sowieckiej, jako jedyny polski generał uciekł i przedostał się w 1941 r. do Palestyny, szef sztabu Armii Polskiej na Wschodzie, d-ca Bazy Armii Polskiej na Wschodzie, po wojnie na emigracji w Wielkiej Brytanii, zmarł w 1966 r.                                                                                              |
| gen. bryg. Wacław Przeździecki            | d-ca obrony Grodna                           | internowany na Litwie, więziony w Kozielsku, Moskwie i Griazowcu, po ewakuacji nie został przyjęty do służby, po wojnie na emigracji w Wielkiej Brytanii, zmarł w 1964 r. |
| gen. bryg. Michał Tokarzewski-Karaszewicz | dowódca GO w Armii "Pomorze"                 | komendant ZWZ we Lwowie, aresztowany w marcu 1940, od 1941 d-ca 6 DP i z-ca d-cy Armii Polskiej na Wschodzie, od 1943 gen. dyw., d-ca III Korpusu Polskiego, po wojnie na emigracji w Anglii, od 1964 gen. broni, zmarł w 1964 r. |
| gen. bryg. Jerzy Wołkowicki               | d-ca kombinowanej DP (13 i 19 DP)            | więziony w Putywlu, Kozielsku, Juchnowie i Griazowcu, z-ca d-cy 6 DP, po ewakuacji bez przydziału, po wojnie na emigracji w Wielkiej Brytanii, zmarł w 1983 r. |

## Internowani w 1939 w Rumunii i na Węgrzech
17 września Polskę opuścili prezydent RP, premier z całym rządem i Naczelny Wódz ze sztabem. Granicę rumuńską przekroczyło także wiele oddziałów wraz ze swoimi dowódcami. Generałowie przetrzymywani byli przeważnie w Baile Herculane. Łącznie internowanych zostało w Rumunii: Marszałek Polski, 1 generał broni, 2 generałów dywizji i 28 generałów brygady (w tym 2 w stanie spoczynku), a na Węgrzech 2 generałów brygady. 18 z nich uciekło z internowania, pozostali nie wzięli już udziału w walkach: 11 zostało wbrew prawu międzynarodowemu przekazanych przez Rumunię Niemcom i umieszczonych w niewoli, 1 zmarł w trakcie internowania, a z dwóch, którzy byli internowani na Węgrzech, po zajęciu Węgier przez Niemcy jeden został zamordowany, a drugi uwięziony w obozie koncentracyjnym i tam zamordowany.
Niniejszy wykaz nie obejmuje generałów, którzy przez Rumunię przedostali się od razu na Zachód, w istocie unikając internowania.

### Uciekli z internowania
| Imię i nazwisko                        | Przydział służbowy                       | Okres internowania i dalsza służba |
| -------------------------------------- | ---------------------------------------- | --- |
| marsz. Edward Rydz-Śmigły              | Naczelny Wódz                            | internowany 19 września 1939 r. w Rumunii w Bicaz, w grudniu 1939 zwolniony ze stanowiska, uciekł w grudniu 1940 na Węgry, a w październiku 1941 do Warszawy, by walczyć w ZWZ, zmarł w grudniu 1941 r. |
| gen. dyw. Kazimierz Fabrycy            | d-ca Armii "Karpaty"                     | 18 września 1939 internowany w Rumunii w Băile Herculane, przedostał się do Palestyny, tam pozostał bez przydziału do końca wojny, po wojnie na emigracji w Wielkiej Brytanii, zmarł w 1958 r. |
| gen. dyw. Tadeusz Kasprzycki           | Minister Spraw Wojskowych                | internowany w Rumunii do 1944, przedostał się przez Turcję do Wielkiej Brytanii, nie przyjęty do służby, po wojnie na emigracji w Kanadzie, zmarł w 1978 r. |
| gen. bryg. Janusz de Beaurin           | bez przydziału                           | internowany w Rumunii w Băile Herculane, przedostał się do Francji, a potem do Wielkiej Brytanii, w obozie Rothesay, 1942-43 poza służbą, od 1943 w dyspozycji Naczelnego Wodza, po wojnie na emigracji w Wielkiej Brytanii, zmarł w 1959 r. |
| gen. bryg. Rudolf Dreszer              | dowódca GO w Armii "Prusy"               | internowany w Rumunii, przedostał się do Francji, tam od stycznia 1940 d-ca 4 DP, potem 5 Kadrowej Brygady Strzelców w Wielkiej Brytanii, od 1941 bez przydziału i w stanie spoczynku, po wojnie na emigracji w Kanadzie, zmarł w 1958 r. |
| gen. bryg. Janusz Głuchowski           | I wiceminister Spraw Wojskowych          | internowany w Rumunii w Băile Herculane, uciekł w styczniu 1941 przez Bliski Wschód do Wielkiej Brytanii, d-ca Brygady Szkolnej w Szkocji, potem od września 1943 dowódca Jednostek Wojska w Wielkiej Brytanii, od 1945 gen. dyw., po wojnie na emigracji w Wielkiej Brytanii, zmarł w 1964 r. |
| gen. bryg. Jan Jur-Gorzechowski        | stan spoczynku                           | mimo stanu spoczynku internowany w Rumunii w Ploeszti, przedostał się na Bliski Wschód, tam bez przydziału, za zgodą władz polskich w służbie brytyjskiej, po wojnie na emigracji w Wielkiej Brytanii, zmarł w 1948 r. |
| gen. bryg. Tadeusz Kossakowski         | d-ca Saperów MSWojsk.                    | internowany w Rumunii w Băile Herculane, przedostał się do Francji, d-ca saperów w Sztabie Naczelnego Wodza, z-ca d-cy 1 Brygady Strzelców, z-ca d-cy I Korpusu Polskiego i d-ca saperów korpusu, z-ca d-cy 2 Korpusu Strzelców, d-ca broni panc. Armii Polskiej na Wschodzie, z-ca d-cy 2 Brygady Czołgów, potem w dyspozycji Naczelnego Wodza, w maju 1944 przerzucony do okupowanej Polski jako "cichociemny” i odtąd gen. dyw., Komendzie Głównej Armii Krajowej, po powstaniu warszawskim w niewoli, uwolniony w Markt Pengau w Austrii, po wojnie w Polsce poza służbą, zmarł w 1965 r. |
| gen. bryg. Władysław Langner           | d-ca obrony Lwowa                        | po kapitulacji przed Armią Czerwoną przedostał się w listopadzie 1939 r. do Rumunii, internowany w Băile Herculane, przedostał się do Francji, d-ca 3 Brygady Kadrowej Strzelców, Brygady Szkolnej, członek Wojskowego Trybunału Orzekającego, potem w Sztabie Inspektora Wyszkolenia Wojska, po wojnie na emigracji w Wielkiej Brytanii, od 1964 gen. dyw., zmarł w 1972 r. |
| gen. bryg. Karol Masny                 | szef intendentury w Naczelnym Dowództwie | internowany w Rumunii w Băile Herculane, przedostał się w listopadzie 1939 do Francji, następnie do Wielkiej Brytanii, bez przydziału w obozie Rothesay, a od 1942 szef Intendentury i Służby Pieniężnej w MON, po wojnie na emigracji w Wielkiej Brytanii, zmarł w 1968 r. |
| gen. bryg. Stanisław Miller            | naczelny dowódca artylerii               | 18 września 1939 internowany w Rumunii w Băile Herculane, przedostał się do Palestyny, od marca 1941 bez przydziału w tamtejszym ośrodku, po wojnie na emigracji w Wielkiej Brytanii, zmarł w 1963 r. |
| gen. bryg. Maksymilian Milan-Kamski    | d-ca GO "Dniestr"                        | internowany w Rumunii w Băile Herculane, wiosną 1940 r. przedostał się na Bliski Wschód, potem bez przydziału w Palestynie, po wojnie do 1958 r. na emigracji, wrócił do Polski, zmarł w 1979 r. |
| gen. bryg. Aleksander Narbut-Łuczyński | dowódca etapów w Armii „Kraków”          | internowany w Rumunii w Băile Herculane, przedostał się do Francji, tam w dyspozycji Ministra Spraw Wojskowych i Naczelnego Wodza, w Wielkiej Brytanii, bez przydziału i w obozie Bute, od 1941 w Wojskowym Trybunale Orzekającym i przew. Centralnej Komisji Regulaminowej, po wojnie na emigracji w USA, zmarł w 1977 r. |
| gen. bryg. Gustaw Paszkiewicz          | d-ca 12 DP i z-ca d-cy Armii "Karpaty"   | internowany w Rumunii w Băile Herculane, przedostał się do Francji, z-ca dowódcy ZWZ, po przedostaniu się do Wielkiej Brytanii d-ca ca 1 Brygady Strzelców, 4 Dywizji Strzelców, 2 Samodzielnej Brygady Pancernej i z-ca d-cy I Korpusu Polskiego, od 1945 w Polsce w LWP, d-ca 18 DP, od 1946 gen. dyw. LWP, potem d-ca Warszawskiego Okręgu Wojskowego, od 1952 w stanie spoczynku, zmarł w 1955 r. |
| gen. bryg. Kazimierz Sawicki           | d-ca m.in. Okręgu Korpusu Nr II          | internowany na Węgrzech, uciekł w marcu 1941 do Polski, komendant Obszaru Lwowskiego AK, potem w Komendzie Głównej AK, po Powstaniu Warszawskim w niewoli niemieckiej, następnie w PSZ na Zachodzie, po wojnie na emigracji w Wielkiej Brytanii, od 1966 gen. dyw., zmarł w 1971 r. |
| gen. bryg. Felicjan Sławoj Składkowski | premier rządu RP                         | internowany 17 września 1939, 5 października 1939 złożył dymisję z funkcji premiera, w czerwcu 1940 zwolniony, wyjechał do Turcji, w 1941 krótko inspektor sanitarny w Palestynie (bez uprawnień dowódczych), potem bez przydziału, po wojnie na emigracji w Kanadzie, zmarł w 1962 r., pośmiertnie gen. dyw. (1964). |
| gen. bryg. Wacław Stachiewicz          | szef Sztabu Głównego                     | internowany 18 września 1939 w Stanic-Prahova, uciekł w styczniu 1940 do Jugosławii i Algieru, tam internowany, od 1943 w Londynie bez przydziału, po wojnie na emigracji w Kanadzie, od 1964 gen. dyw., zmarł w 1973 r. |
| gen. bryg. Kordian Zamorski            | komendant Policji Państwowej             | internowany w Rumunii w Băile Herculane, przedostał się w listopadzie 1940 r. do Palestyny, w 1942 p.o. d-cy i z-ca d-cy oddziałów na Bliskim Wschodzie, potem w stanie nieczynnym, po wojnie na emigracji w Wielkiej Brytanii, od 1966 gen. dyw., zmarł w 1983 r. |

### Nie opuścili miejsc internowania
| Imię i nazwisko                       | Przydział służbowy                        | Okres internowania i dalsze losy |
| ------------------------------------- | ----------------------------------------- | --- |
| gen. broni Leon Berbecki              | bez przydziału                            | 17 września 1939 internowany w Rumunii w Băile Herculane, w marcu 1941 przekazany Niemcom, w obozie VI B Dössel, po wojnie we Francji, a od 1946 w Polsce poza służbą, zmarł w 1963 r.                                                                         |
| gen. bryg. Mieczysław Dąbkowski       | d-ca Saperów i Szef Fortyfikacji          | internowany w Rumunii w Băile Herculane, w marcu 1941 przekazany Niemcom, w obozie VI B Dössel, zmarł w 1946 r. w obozie przejściowym w Nicei. |
| gen. bryg. Stanisław Kozicki          | d-ca Broni Pancernych                     | internowany w Rumunii w Băile Herculane, w marcu 1941 przekazany Niemcom, w obozie VI B Dössel, po wojnie na emigracji w Wielkiej Brytanii, zmarł w 1948 r. |
| gen. bryg. Jan Kołłątaj-Srzednicki    | komendant Centrum Wyszkolenia Sanitarnego | lekarz wojskowy, internowany na Węgrzech, zwolniony z obozu, aresztowany na żądanie Niemców w 1941 r. i wkrótce zwolniony, prowadził działalność konspiracyjną, po wkroczeniu Niemców na Węgry zamordowany w marcu 1944 r. przez gestapo.                      |
| gen. bryg. Henryk Krok-Paszkowski     | d-ca 45 DP                                | internowany w Rumunii w Băile Herculane, w marcu 1941 przekazany Niemcom, w obozie VI B Dössel, po wojnie na emigracji w Wielkiej Brytanii, zmarł w 1969 r. |
| gen. bryg. Mieczysław Maciejowski     | II wiceminister Spraw Wojskowych          | internowany w Rumunii, zmarł 17 maja 1940 r. w obozie w Baile Herculane prawdopodobnie śmiercią samobójczą. |
| gen. bryg. Mieczysław Mackiewicz      | bez przydziału                            | internowany w Rumunii w Băile Herculane, w marcu 1941 przekazany Niemcom, w obozie VI B Dössel, od 1945 w 2 Korpusie, potem na emigracji w Wielkiej Brytanii, zmarł w 1964 r.                                                                                  |
| gen. bryg. Teofil Maresch             | szef służby wymiaru sprawiedliwości       | sędzia wojskowy, internowany w Rumunii w Băile Herculane, w marcu 1941 przekazany Niemcom, w obozie VI B Dössel, po wojnie na emigracji w Wielkiej Brytanii, zmarł w 1972 r.                                                                                   |
| gen. bryg. Stefan Pasławski           | stan spoczynku                            | mimo stanu spoczynku internowany w Rumunii w Băile Herculane, w marcu 1941 przekazany Niemcom, w obozie VI B Dössel, po wojnie na emigracji w Wielkiej Brytanii, zmarł w 1956 r.                                                                               |
| gen. bryg. Mieczysław Ryś-Trojanowski | d-ca Okręgu Korpusu Nr I                  | przedostał się na Węgry, tam formalnie internowany, ale współdziałał z Armią Krajową i Węgierskim Sztabem Generalnym, po zajęciu Węgier przez Niemcy aresztowany w marcu 1944 i osadzony w obozie koncentracyjnym w Mauthausen, zamordowany w kwietniu 1945 r. |
| gen. bryg. Stanisław Skwarczyński     | d-ca GO "Wyszków"                         | internowany w Rumunii w Tulcea, w marcu 1941 przekazany Niemcom, w obozie VI E Dorsten, po wojnie na emigracji w Wielkiej Brytanii, zmarł w 1981 r. |
| gen. bryg. Stefan Strzemieński        | d-ca GO "Dubno"                           | internowany w Rumunii w Băile Herculane, w marcu 1941 przekazany Niemcom, po wojnie na emigracji w Wielkiej Brytanii, zmarł w 1955 r. |
| gen. bryg. Aleksander Szychowski      | z-ca szefa Służby Komunikacji Wojskowej   | internowany w Rumunii w Băile Herculane, w marcu 1941 przekazany Niemcom, w obozie VI B Dössel, po wojnie we Francji, a od 1946 w Polsce, zaliczony do kadry LWP i przeniesiony w stan spoczynku, zmarł w 1970 r.                                              |
| gen. bryg. Adolf Waraksiewicz         | w Min. Spraw Wojskowych bez funkcji       | internowany w Rumunii, w marcu 1941 przekazany Niemcom, po wojnie w rezerwie kadrowej, PSZ, a od 1946 w Polsce poza służbą, zmarł w 1960 r. |

## Przedostali się na Zachód
Lista uwzględnia 32 generałów, którzy nie dostali się do niewoli i uniknęli internowania, a przedostali się do krajów antyhitlerowskiej koalicji – w praktyce do Francji i Wielkiej Brytanii. Obejmuje też tych, którzy znajdowali się w krajach zachodnich w chwili wybuchu wojny. Generałowie w stanie spoczynku są tu ujęci, jeśli po wydostaniu się z Polski podjęli służbę lub zostali zaliczeni do kadry wojska (choćby bez przydziału lub w stanie nieczynnym).
| Imię i nazwisko                           | Przydział służbowy w 1939                                    | Służba na Zachodzie i dalsze losy |
| ----------------------------------------- | ------------------------------------------------------------ | --- |
| gen. broni Kazimierz Sosnkowski           | bez przydziału, potem d-ca Frontu Południowego               | przedostał się przez Węgry i Szwajcarię do Francji, przew. Komitetu Rady Ministrów ds. Kraju, 1940 komendant główny ZWZ i z-ca Naczelnego Wodza, 1943-44 Naczelny Wódz, po wojnie na emigracji w Wielkiej Brytanii, USA i Kanadzie, zmarł w 1969 r. |
| gen. broni Lucjan Żeligowski              | stan spoczynku                                               | nie został powołany do służby w 1939, przez Rumunię i Francję przedostał się do Wielkiej Brytanii, pełnił funkcje poza armią, zamierzał wrócić do Polski, ale zmarł w 1947 r. |
| gen. dyw. Stanisław Burhardt-Bukacki      | szef Misji Wojskowej przy dowództwie sprzymierzonych         | d-ca Obozów i Oddziałów WP w Szkocji, zmarł w 1942 r. w Edynburgu. |
| gen. dyw. Stefan Dąb-Biernacki            | d-ca Armii "Prusy"                                           | przedostał się do Francji, osadzony w obozach Cerizay i Rothesay, w 1940 r. skazany, zdegradowany i wydalony z wojska, po wojnie na emigracji w Wielkiej Brytanii, zmarł w 1959 r. |
| gen. dyw. ks. Józef Gawlina               | biskup polowy                                                | pełnił funkcję do końca wojny, po wojnie w Watykanie, od 1952 arcybiskup, zmarł w 1964 r. |
| gen. dyw. Kazimierz Ładoś                 | w sztabie Armii "Pomorze"                                    | przedostał się do Francji, przewodniczący Wojskowego Trybunału Orzekającego, w Wielkiej Brytanii osadzony w obozie Rothesay, od 1942 r. w stanie nieczynnym, po wojnie wrócił do Polski, poza służbą, zmarł w 1963 r. |
| gen. dyw. Mieczysław Norwid-Neugebauer    | szef Polskiej Misji Wojskowej w Londynie                     | funkcję pełnił do 1940, od 1942 szef administracji PSZ, po wojnie na emigracji w Kanadzie, zmarł w 1954 r. |
| gen. dyw. Władysław Sikorski              | bez przydziału                                               | przedostał się przez Rumunię do Francji, od 30 września 1939 r. premier i Naczelny Wódz, od 1940 gen. broni, zginął w katastrofie w Gibraltarze w 1943 r. |
| gen. dyw. Bolesław Wieniawa-Długoszowski  | ambasador RP we Włoszech i Watykanie                         | w 1939 r. niedoszły następca Prezydenta RP, zrzekł się następstwa, potem bez przydziału, w 1942 r. mianowany posłem RP na Kubie, nie objął urzędu, gdyż popełnił samobójstwo. |
| gen. bryg. Stefan Dembiński               | d-ca Grupy "Stryj"                                           | przedostał się na Węgry, nie został internowany, od kwietnia 1940 we Francji, szef Wydziału Kawalerii Ministerstwa Spraw Wojskowych, w Wielkiej Brytanii komendant obozu Rothesay i szef Gabinetu Wojskowego Prezydenta RP, po wojnie na emigracji w WIelkiej Brytanii, od 1964 gen. dyw., zmarł w 1972 r. |
| gen. bryg. Jerzy Ferek-Błeszyński         | stan spoczynku                                               | przedostał się do Francji, wyznaczony d-cą dywizji polskiej, p.o. komendanta obozu Coëtquidan, potem bez przydziału i w Wielkiej Brytanii w obozie Rothesay, od 1942 w stanie nieczynnym, w 1946 r. powrócił do Polski i zmarł. |
| gen. bryg. Bolesław Jatelnicki-Jacyna     | z-ca d-cy etapów Armii „Kraków”, d-ca etapów Armii "Karpaty" | przedostał się do Francji, komendant obozu Cerizay, potem w Wielkiej Brytanii komendant obozu Rothesay i z-ca przew. Wojskowego Trybunału Orzekającego, po wojnie na emigracji w Wielkiej Brytanii, zmarł w 1972 r. |
| gen. bryg. Władysław Kalkus               | d-ca Lotnictwa Ministerstwa Spraw Wojskowych                 | przedostał się przez Rumunię do Francji, d-ca Lotnictwa Polskiego we Francji i Wielkiej Brytanii, inspektor polskich jednostek RAF, komendant polskiej Jednostki Wyszkolenia Bojowego i Bazy Polskich Sił Powietrznych, potem w dyspozycji dowódcy PSP, zmarł w 1945 r. przed końcem wojny. |
| gen. bryg. Juliusz Kleeberg               | z-ca d-cy Okręgu Korpusu Nr II                               | przedostał się do Francji, działał tam w organizacji wojskowej, w 1943 przedostał się do Włoch, szef polskiej delegacji przy sztabie sprzymierzonych, potem w dyspozycji ministra obrony, po wojnie na emigracji w Australii, zginął w wypadku w 1970 r. |
| gen. bryg. Adam Korytowski                | d-ca Okręgu Korpusu Nr IV                                    | przedostał się do Francji, dowódca obozu szkoleniowego w Coëtquidan i Okręgu Korpusu Bretania, w Wielkiej Brytanii bez przydziału, od 1942 r. w stanie nieczynnym, zmarł w 1942 r. |
| gen. bryg. Otton Krzisch                  | d-ca artylerii SGO "Narew"                                   | przedostał się do Francji, organizował tam artylerię, w Wielkiej Brytanii d-ca artylerii w Dowództwie Obozów i Oddziałów Wojska Polskiego w Szkocji, potem w obozie Rothesay, d-ca artylerii 3 Brygady Kadrowej Strzelców i Brygady Szkolnej, komendant Centrum Wyszkolenia Artylerii, z-ca d-cy Brygady Szkolnej, przew. Komisji Kwalifikacyjnej Oficerów i z-ca d-cy Jednostek Wojska w Wielkiej Brytanii, po wojnie na emigracji w USA, zmarł w 1963 r. |
| gen. bryg. Marian Kukiel                  | bez przydziału                                               | przedostał się do Francji, zastępca Ministra Spraw Wojskowych; od 1940 gen. dyw., potem w Wielkiej Brytanii d-ca I Korpusu Polskiego i od 1942 Minister Obrony Narodowej, po wojnie na emigracji w Wielkiej Brytanii, zmarł w 1973 r. |
| gen. bryg. Stanisław Kwaśniewski          | Inspektor Wojsk Etapowych w Sztabie Głównym                  | przedostał się w listopadzie 1939 r. przez Rumunię do Francji, następnie do Wielkiej Brytanii, bez przydziału w obozach Cerizay i Rothesay, a od 1942 w stanie spoczynku, po wojnie na emigracji w USA, zmarł w 1956 r. |
| gen. bryg. Tadeusz Malinowski             | z-ca szefa Sztabu Głównego                                   | przedostał się w listopadzie 1939 r. przez Rumunię do Francji, szef Biura ds. Rodzin MON, potem I zastępca wiceministra ON i szef Biura Oświaty i Opieki nad Żołnierzami, po wojnie na emigracji w Wielkiej Brytanii, zmarł w 1980 r. |
| gen. bryg. Zygmunt Platowski              | stan spoczynku                                               | jako cywil przedostał się na Bliski Wschód, tam uznany za pełniącego służbę, ale bez przydziału do końca wojny, po wojnie na emigracji w Wielkiej Brytanii, zmarł w 1948 r. |
| gen. bryg. pil. Ludomił Rayski            | bez przydziału                                               | przedostał się do Rumunii jako szef konwoju skarbca polskiego, we Francji bez przydziału, w Wielkiej Brytanii osadzony w obozie Rothesay, po interwencji władz brytyjskich przyjęty do RAF, potem dowódca Polskich Sił Powietrznych na Bliskim Wschodzie, po wojnie na emigracji w Wielkiej Brytanii, zmarł w 1977 r. |
| gen. bryg. Bronisław Regulski             | z-ca I wiceministra Spraw Wojskowych                         | przedostał się przez Rumunię do Francji, d-ca polskiego zgrupowania wojsk pancernych, w Wielkiej Brytanii d-ca Centrum Wyszkolenia Armii i attaché wojskowy w Londynie, od 1945 gen. dyw., po wojnie na emigracji w Wielkiej Brytanii, zginął w wypadku w 1961 r. |
| gen. bryg. Stanisław Rouppert             | szef Departamentu Zdrowia MSWojsk.                           | przedostał się do Francji, przebywał w obozach Cerizay i Rothesay, w 1942 r. przeniesiony w stan nieczynny, zmarł w sierpniu 1945 r. w Wielkiej Brytanii. |
| gen. bryg. Wilhelm Orlik-Rückemann        | dowódca KOP                                                  | przedostał się przez Litwę i Szwecję do Wielkiej Brytanii, przez całą wojnę pełnił funkcje sztabowe, po wojnie na emigracji w Wielkiej Brytanii, potem w Kanadzie, zmarł w 1986 r. |
| gen. bryg. Wacław Scaevola-Wieczorkiewicz | dowódca etapów Armii „Kraków” i Armii "Karpaty"              | przedostał się przez Węgry do Francji, w Inspektoracie Wyszkolenia Naczelnego Wodza, do 1943 r. we Francji, w ruchu oporu, a od 1943 przebywał w Szwajcarii, zmarł w 1969 r. |
| gen. bryg. Kazimierz Schally              | szef Gabinetu Wojskowego Prezydenta RP                       | w Rumunii nie został internowany, przedostał się do Francji, w dyspozycji Naczelnego Wodza, po wyjeździe do Wielkiej Brytanii w obozie Stacja Zborna Oficerów Rothesay, 1942-43 w stanie nieczynnym, potem niedoszły attaché wojskowy w Kanadzie i szef Misji Wojskowej przy Naczelnym Dowództwie Sprzymierzonych, po wojnie na emigracji w Wielkiej Brytanii, zmarł w 1967 r.                                                                             |
| gen. bryg. Stanisław Sochaczewski         | stan spoczynku                                               | przedostał się do Francji, w Wielkiej Brytanii bez przydziału i w obozie w Rothesay, po wojnie na emigracji w Wielkiej Brytanii, zmarł w 1953 r. |
| kadm. Jerzy Świrski                       | szef Kierownictwa Marynarki Wojennej                         | przedostał się do Francji, pozostał na tym samym stanowisku do końca wojny, od 1941 wiceadm., po wojnie na emigracji w Wielkiej Brytanii, zmarł w 1959 r. |
| gen. bryg. Stanisław Ujejski              | szef sztabu naczelnego d-cy lotnictwa i OPL                  | przedostał się przez Rumunię do Francji, z-ca d-cy Polskich Sił Powietrznych, potem Generalny Inspektor PSP, po wojnie na emigracji w Kanadzie, zmarł w 1980 r. |
| gen. bryg. Sergiusz Zahorski              | bez przydziału                                               | przedostał się do Francji, a potem do Wielkiej Brytanii, bez przydziału, przebywał w obozie w Rothesay, od 1942 w stanie spoczynku, po wojnie na emigracji w Wielkiej Brytanii, zmarł w 1962 r. |
| gen. bryg. Józef Zając                    | naczelny d-ca lotnictwa i OPL                                | przedostał się przez Rumunię do Francji, zachował stanowisko, następnie d-ca Polskich Sił Powietrznych., z-ca d-cy I Korpusu w Szkocji, od 1942 gen. dyw., z-ca d-cy Armii Polskiej na Wschodzie, d-ca I Korpusu Pancerno-Motorowego w Szkocji i Inspektor Wyszkolenia Wojska, po wojnie na emigracji w Kanadzie, zmarł w 1963 r. |
| gen. bryg. Ferdynand Zarzycki             | stan spoczynku                                               | jako cywil przedostał się na Bliski Wschód, tam uznany za pełniącego służbę, ale bez przydziału do końca wojny, po wojnie na emigracji w USA, zmarł w 1958 r. |

## Pozostali w okupowanej Polsce
Trzech generałów w stanie spoczynku, którzy po kampanii wrześniowej przebywali na obszarze okupowanej Polski i brali udział w konspiracji w ramach Armii Krajowej. Z generałów w służbie czynnej żaden nie zdołał ukryć się w Polsce po kampanii wrześniowej.
| Imię i nazwisko                | Przydział służbowy | Losy wojenne |
| ------------------------------ | ------------------ | --- |
| gen. dyw. Ignacy Ledóchowski   | stan spoczynku     | podczas okupacji w Armii Krajowej jako oficer szkolący, aresztowany przez Niemców, zmarł w obozie koncentracyjnym Mittelbau-Dora w 1945 r. |
| gen. bryg. Franciszek Białokur | stan spoczynku     | lekarz, podczas okupacji w Komendzie Głównej Armii Krajowej, aresztowany w 1942 r. przez Niemców i zamordowany po torturach.               |
| gen. bryg. Józef Plisowski     | stan spoczynku     | podczas okupacji w Armii Krajowej jako członek Komisji Kwalifikacyjnej, przeżył okupację, zmarł w 1966 r.                                  |

## Awansowani na stopnie generalskie w czasie wojny
W trakcie kampanii wrześniowej awanse generalskie otrzymało 2 oficerów, którzy potem obaj przedostali się na Zachód i tam walczyli. W Polskich Siłach Zbrojnych na Zachodzie awansowano na generałów 15 oficerów (w tym lekarza), którzy brali udział w walkach, jeden z nich zginął w katastrofie w Gibraltarze, pozostali przeżyli wojnę, ale jeden został uwięziony i zamordowany przez Sowietów. 9 oficerów otrzymało awanse generalskie w czasie służby w Armii Krajowej (jeden zginął z rąk Niemców, pozostali przeżyli wojnę, ale jeden padł ofiarą mordu sądowego w PRL).
11 oficerów otrzymało awanse generalskie za życia, za zasługi wojenne, ale po wojnie. Dwaj otrzymali je tuż po zakończeniu wojny jeszcze w służbie (w tym jeden kontradmirał), ośmiu w 1964 r. decyzją władz emigracyjnych (Wódz Naczelny gen. Władysław Anders i Prezydent na uchodźstwie August Zaleski), a ostatni, słynny as lotnictwa Stanisław Skalski, w PRL krótko przed upadkiem komunizmu.
15 oficerów otrzymało awanse generalskie pośmiertnie za zasługi wojenne. Jeden awansowany został jeszcze w czasie wojny, tuż po informacji o zamordowaniu go przez Sowietów, jeden, zmarły w niewoli niemieckiej, tuż po wojnie (kontradmirał), ośmiu w latach 60. XX w. decyzją władz emigracyjnych, a pięciu decyzją Prezydenta RP Lecha Wałęsy.
4 oficerów walczących we wrześniu 1939 r. (dwaj po uwolnieniu z niewoli niemieckiej i dwaj, którzy w 1939 r. ukryli się i przeżyli wojnę na terenach okupowanych) wstąpiło do komunistycznego LWP i w nim otrzymało stopnie generalskie. W wykazie nie ujęto oficerów, którzy awanse generalskie w LWP otrzymali później i nie z racji zasług wojennych.

### Awansowani na generałów brygady podczas kampanii wrześniowej
| Imię i nazwisko              | Awans      | Przebieg służby |
| ---------------------------- | ---------- | --- |
| płk Stanisław Maczek         | 15.11.1939 | d-ca 10 Brygady Panc-Mot, przeszedł z jednostką przez Węgry do Francji, następnie kolejno d-ca 10 BKP, w Wielkiej Brytanii 2 BS przekształconej ponownie w 10 BKP, a potem w 1 DPanc, od 1945 gen. dyw., po wojnie na emigracji w Wielkiej Brytanii, od 1990 gen. broni, zmarł w 1994 r. jako ostatni żyjący generał września 1939 r. |
| płk Bronisław Prugar-Ketling | 15.11.1939 | d-ca 11 KDP, przedostał się przez Węgry do Francji, d-ca 2 DSP, podczas kampanii francuskiej na rozkaz Naczelnego Wodza w czerwcu 1940 r. przekroczył granice Szwajcarii i wraz z jednostką był internowany do końca wojny, w 1945 r. powrócił do Polski i służył w LWP na kilku stanowiskach, od 1947 gen. dyw. LWP, zmarł w 1948 r. |

### Awansowani na generałów brygady w Polskich Siłach Zbrojnych na Zachodzie
| Imię i nazwisko                 | Awans          | Przebieg służby generalskiej |
| ------------------------------- | -------------- | --- |
| płk Zygmunt Szyszko-Bohusz      | 19.04.1940     | d-ca Sam. Brygady SP w walkach w Norwegii, komendant Centralnego Obozu Wyszkolenia I Korpusu, szef Polskiej Misji Wojskowej w ZSRR, d-ca 7 DP, szefem sztabu Armii Polskiej w ZSRS, d-ca 5 KDP, z-ca d-cy 2 Korpusu Polskiego, od 1945 gen. dyw., po wojnie na emigracji w Wielkiej Brytanii, zmarł w 1982 r. |
| płk Stanisław Kopański          | 03.05.1940     | d-ca Sam. Brygady SK w walkach w Afryce, potem 3 Dywizji SK, od 1943 szefa Sztabu Naczelnego Wodza, od 1944 gen. dyw., po wojnie na emigracji w Wielkiej Brytanii, zmarł w 1976 r. |
| płk Izydor Modelski             | 03.05.1940     | II z-ca Ministra Spraw Wojskowych, podsekretarz stanu w MON, odsunięty na urlop zdrowotny (formalnie pełnił funkcję do grudnia 1944 r.), od marca 1945 r. w stanie spoczynku, wrócił do Polski w lipcu 1945 r., od 1945 gen. dyw. awansowany w LWP z zadaniem sprowadzania żołnierzy PSZ na Zachodzie do kraju, attaché wojskowy w Waszyngtonie, odwołany z powodu niewykonania zadań, odmówił powrotu do Polski, skazany zaocznie w Polsce, potem na emigracji w USA, zmarł w 1962 r. |
| płk Tadeusz Klimecki            | 06.02.1941     | w Wielkiej Brytanii w Sztabie Naczelnego Wodza, szef Oddziału III i szef Sztabu, zginął w 1943 r. w katastrofie w Gibraltarze. |
| płk Bolesław Szarecki           | wiosna 1941 r. | lekarz, płk rez., w 1939 r. zmobilizowany, chirurg w 104 Szpitalu Wojennym, aresztowany przez Sowietów, więzień Kozielska i obozu w Griazowcu, od 1941 r. w Armii Polskiej w ZSRS, mianowany gen. bryg. oraz szefem Służby Zdrowia Armii, w 2 Korpusie Polskim Naczelny Chirurg i Inspektorem Szpitalnictwa przez cały okres walk (w tym Monte Cassino), w 1945 r. powrócił do Polski, w LWP gen. dyw., z-ca szefa i szef Departamentu Służby Zdrowia MON, Naczelny Chirurg WP do 1957 r. (miał wtedy 83 lata), profesor nauk medycznych, zmarł w 1960 r. |
| płk Bronisław Rakowski          | 11.12.1941     | uwolniony z sowieckiego więzienia, d-ca Ośrodka Organizacyjnego PSZ w ZSRS, następnie 8 DP i 5 DP, szef sztabu Armii Polskiej na Wschodzie, d-ca 2 BPanc i 2 DPanc, po wojnie na emigracji w Argentynie, zmarł w 1950 r. |
| płk Roman Odzierżyński          | 01.01.1943     | oficer artylerii, d-ca artylerii 4 Brygady Kadrowej Strzelców, artylerii Armii Polskiej na Wschodzie i artylerii 2 Korpusu Polskiego, po wojnie na emigracji w Wielkiej Brytanii i w rządzie emigracyjnym, zmarł w 1975 r. |
| płk Józef Wiatr                 | 01.01.1943     | d-ca Etapów Armii Polskiej na Wschodzie, oraz Bazy ww. Armii, Generalny Kwatermistrz ww. Armii i d-ca Jednostek Wojskowych na Środkowym Wschodzie, po wojnie na emigracji w Wielkiej Brytanii, zmarł w 1977 r. |
| płk Nikodem Sulik               | 01.03.1944     | uwolniony z sowieckiego więzienia, d-ca pułku, z-ca d-cy 7 DP w ZSRS i na Bliskim Wschodzie, p.o. d-cy 5 Kresowej DP, potem jej d-ca przez całą kampanię włoską, po wojnie na emigracji w Wielkiej Brytanii, zmarł w 1954 r. |
| płk Stanisław Sosabowski        | 15.06.1944     | d-ca 4 Brygady Kadrowej Strzelców, którą stopniowo przekształcono pod jego dowództwem w 1 Brygadę Spadochronową, dowodził nią w operacji Market-Garden, odwołany na życzenie Brytyjczyków, którzy zrzucali na niego winę za niepowodzenie operacji, potem inspektor Jednostek Etapowych i Wartowniczych, po wojnie na emigracji w Wielkiej Brytanii, zmarł w 1967 r. |
| płk Leopold Okulicki            | 22.05.1944     | uniknął niewoli, kom. okręgu łódzkiego Służby Zwycięstwu Polski i Związku Walki Zbrojnej, następnie okręgu lwowskiego ZWZ, aresztowany w styczniu 1941 r. przez NKWD, zwolniony w sierpniu 1941 r., szef sztabu Polskich Sił Zbrojnych w ZSRS, d-ca 7 DP, potem w dyspozycji szefa sztabu, od 1943 we Włoszech kom. Bazy Przerzutowej i Ośrodka Wyszkolenia Cichociemnych, w Wielkiej Brytanii w Oddziale Personalnym Sztabu Naczelnego Wodza, w dniu awansu generalskiego zrzucony do Polski jako "cichociemny", szef Operacji i I zastępca szefa Sztabu KG AK, następca kom. AK i d-ca II rzutu KG AK, podczas powstania warszawskiego p.o. szefa sztabu KG AK, uniknął niewoli po powstaniu, odtąd kom. główny AK, w marcu 1945 r. ujawnił się wobec Sowietów i został porwany do Moskwy, skazany w procesie szesnastu na 10 lat więzienia, zmarł w więzieniu w 1946 r., być może zamordowany. |
| płk Józef Giza                  | 25.09.1944     | służył na Bliskim Wschodzie, d-ca 4 Brygady Strzelców, i 5 Wileńskiej Brygady Piechoty, komendant Centrum Wyszkolenia Armii, d-ca 7 Dywizją Piechoty, z uwagi na zły stan zdrowia krótko po wojnie wycofany ze służby, po wojnie na emigracji w WIelkiej Brytanii, zmarł w 1965 r. |
| płk Kazimierz Dworak            | 01.04.1945     | we Francji z-ca d-cy 10 Brygady Panc-Mot, d-ca Ośrodka Zapasowego Kawalerii, w Wielkiej Brytanii z-ca d-cy 10 BKP, 5 Brygady Kadrowej Strzelców i 1 DPanc, od kwietnia 1945 w Inspektoracie Wyszkolenia Wojska, po wojnie z-ca d-cy I Korpusu Polskiego, potem na emigracji w Wielkiej Brytanii, zmarł w 1954 r. |
| ppłk / płk Klemens Rudnicki     | 01.04.1945     | uwolniony z sowieckiego więzienia, z-ca d-cy 6 LDP, potem jej d-ca, d-ca 6 Brygady Strzelców, z-ca d-cy 5 Kresowej DP w walkach w kampanii włoskiej, po wojnie d-ca 1 Dywizji Pancernej, potem na emigracji w Wielkiej Brytanii, od 1990 gen. dyw., zmarł w 1992 r. |
| ppłk / płk Kazimierz Wiśniowski | 03.05.1945     | służył w 2 Korpusie Polskim m.in. jako szef sztabu i dowódca 1 Brygady Strzelców Karpackich, po wojnie na emigracji w Wielkiej Brytanii, zmarł w 1964 r. |

### Awansowani na generałów brygady podczas służby w Armii Krajowej
| Imię i nazwisko                       | Awans      | Przebieg służby generalskiej |
| ------------------------------------- | ---------- | --- |
| płk Tadeusz Komorowski "Bór"          | 08.02.1940 | ukrył się przed niewolą, d-ca Organizacji Wojskowej w Krakowie, od stycznia 1940 r. w ZWZ, kom. Obszaru Kraków, z-ca kom. głównego, potem dowódcy Armii Krajowej i kom. jej Obszaru Zachodniego, potem d-ca AK, w czasie powstania warszawskiego mianowany Naczelnym Wodzem, po upadku powstania w niewoli niemieckiej, uwolniony ze Stalagu XVIIIC w Markt Pongau w kwietniu 1945, objął obowiązki Naczelnego Wodza w Londynie, po wojnie na emigracji w Wielkiej Brytanii, zmarł w 1966 r. |
| płk Stefan Rowecki "Grot"             | 03.05.1940 | ukrył się przed niewolą, z-ca komendanta Służby Zwycięstwu Polski, kom. Obszaru Warszawskiego i kom. główny ZWZ, d-ca Sił Zbrojnych w Kraju, potem Armii Krajowej, i delegat Ministra Obrony Narodowej w Kraju, aresztowany przez gestapo 30 czerwca 1943 r., więziony w obozie w Sachsenhausen jako więzień honorowy, od 1 stycznia 1944 r. gen. dyw., zamordowany w sierpniu 1944 r. |
| płk Albin Skroczyński "Łaszcz"        | 10.08.1942 | ciężko ranny w kampanii wrześniowej, uniknął niewoli, po wyleczeniu kom. rezerw Komendy Głównej ZWZ i jednocześnie kom. Obszaru AK Warszawa, w czasie powstania warszawskiego mianowany szefem Delegatury MON, po kapitulacji powstania w niewoli niemieckiej w Murnau, po wojnie wrócił do Polski, poza służbą wojskową (niezdolny), nie był represjonowany, zmarł w 1971 r. |
| płk Julian Filipowicz "Pobóg"         | 15.08.1942 | w 1939 r. d-ca Wołyńskiej BK, uniknął niewoli, potem w Służbie Zwycięstwu Polski i Związku Walki Zbrojnej, w 1940 r. aresztowany przez gestapo uciekł po kilku miesiącach z Pawiaka, d-ca Okręgu Krakowskiego AK, aresztowany w marcu 1941 r. i torturowany, uznany omyłkowo za zmarłego wywieziony do kostnicy, skąd się wydostał, podczas leczenia mianowany d-cą okręgu białostockiego AK, ale nie objął dowództwa z powodu ciężkiej choroby, przed powstaniem warszawskim powołany do sztabu Komendy Głównej AK, ale do niej nie dotarł z powodu wkroczenia Armii Czerwonej, zmarł w sierpniu 1945 r. w Otwocku. |
| płk Ludwik Bittner "Halka"            | 20.03.1943 | ukrył się przed niewolą, służył w Służbie Zwycięstwu Polski i ZWZ, kom. Okręgu AK Lublin, pełnomocnik ds. scalenia Batalionów Chłopskich z AK, d-ca 9 Podlaskiej Dywizji Piechoty AK, aresztowany przez NKWD w sierpniu 1944 r., więziony na Majdanku i w Rembertowie, wywieziony do Charkowa, potem do obozu w Diagilewie, wrócił do Polski w 1947 r., represjonowany bez uwięzienia do 1956, zmarł w 1960 r. |
| płk Tadeusz Pełczyński "Grzegorz"     | 01.10.1943 | ukrył się przed niewolą, służył w SZP, kom. Okręgu Lubelskiego ZWZ, szef sztabu Komendy Głównej ZWZ, potem AK i z-ca kom. głównego, w czasie powstania warszawskiego ciężko ranny i wyłączony z działań, po upadku powstania w niewoli niemieckiej, uwolniony z Oflagu IV Colditz w maju 1945 r., w Londynie szef Gabinetu Naczelnego Wodza, potem na emigracji w Wielkiej Brytanii, zmarł w 1985 r. |
| płk Stanisław Tatar "Erazm"           | 01.10.1943 | w 1939 r. d-ca artylerii 3 DP, potem d-ca całej dywizji, z niewoli niemieckiej zbiegł po kilku dniach, następnie szef Oddziału Organizacyjnego Sztabu Komendy Głównej Związku Walki Zbrojnej – Armii Krajowej, szef Oddziału III Operacyjnego Sztabu KG AK, w kwietniu 1944 r. przerzucony drogą lotniczą do Wielkiej Brytanii, III z-ca szefa Sztabu Naczelnego Wodza, d-ca artylerii I Korpusu Polskiego, w 1947 r. przyjechał do Polski, podejmując współpracę z komunistycznymi władzami, ostatecznie powrócił w 1949 r., wówczas aresztowany i w 1951 r. skazany dwa razy na kary dożywotniego więzienia w procesie „TUN” i procesie generałów, amnestionowany w 1956 r. i następnie zrehabilitowany, nie powrócił do służby, zmarł w 1980 r. |
| płk Stanisław Rostworowski "Odra"     | 01.10.1943 | Przez pierwsze 3 dni wojny dowodził obroną przeciwlotniczą Kalisza, następnie uczestniczył w obronie Warszawy. Po przedostaniu się do Francji, został skierowany przez gen. Kazimierza Sosnkowskiego do pracy w tajnej bazie łączności w Bukareszcie, a następnie od 1941 w Budapeszcie. W momencie rozpracowania działalności komórki 1 maja 1942 opuścił Budapeszt i szlakiem kurierskim przez Słowację przybył do Warszawy. Po zameldowaniu się w KG AK przyjął pseudonim "Odra" i został skierowany do komórki „Obserwatorium”. Głównym jego zadaniem było pełnienie funkcji inspektora na obszarze Krakowa i Śląska. 1 grudnia 1943 został szefem „Obserwatorium”. W kwietniu 1944 przeniósł swój punkt dowodzenia do Krakowa. Po wybuchu Powstania Warszawskiego objął samodzielne kierownictwo na obszarze Okręgu Krakowskiego, Śląska i Zaolzia. 11 sierpnia został zatrzymany przez Gestapo, a następnie zamordowany podczas przesłuchania. |
| ppłk / płk August Emil Fieldorf "Nil" | 28.09.1944 | internowany w październiku 1939 na Słowacji, przez Węgry przedostał się do Francji, potem do Wielkiej Brytanii, w 1940 przedostał się przez Węgry do Polski, tu w Związku Walki Zbrojnej w kilku miejscach, od 1942 d-ca Kedywu KG AK, tworzył organizację NIE, po powstaniu warszawskim z-ca d-cy AK, w marcu 1945 r. aresztowany przez NKWD, po zwolnieniu w 1947 r. wrócił do Polski pod fałszywym nazwiskiem, ujawnił się podczas amnestii w 1948 r., aresztowany w 1950 r., skazany w sfingowanym procesie na karę śmierci i powieszony w 1953 r. |
| ppłk / płk Antoni Chruściel "Monter"  | 14.09.1944 | zwolniony w październiku 1939 r. z niewoli niemieckiej, od czerwca 1940 r. w Związku Walki Zbrojnej, szef sztabu i komendant Okręgu Warszawa-Miasto, d-ca całości sił powstania warszawskiego i Warszawskiego Korpusu AK, po kapitulacji w niewoli niemieckiej, uwolniony z Oflagu IV Colditz w maju 1945 r., potem z-ca szefa Sztabu Głównego w Londynie, po wojnie na emigracji w Wielkiej Brytanii i USA, zmarł w 1960 r. |

### Awansowani na generałów brygady po wojnie za zasługi wojenne
| Imię i nazwisko                           | Przebieg służby i okoliczności awansu |
| ----------------------------------------- | --- |
| płk Kazimierz Glabisz                     | w 1939 r. oficerem do zleceń Naczelnego Wodza i d-ca Grupy „Kielce”, uniknął niewoli, w 1940 r. przedostał się na Węgry, a potem do Wielkiej Brytanii, szef Oddziału I Sztabu Naczelnego Wodza, z-ca d-cy 1 Brygady Strzelców i 1 Dywizji Grenadierów, d-ca 2 Dywizji Grenadierów Pancernych i 4 DP, od czerwca 1945 r. gen. bryg., po wojnie na emigracji w Wielkiej Brytanii, zmarł w 1981 r. |
| płk Jerzy Grobicki                        | w 1939 r. d-ca Oddziału Wydzielonego Nr 2 10 DP i Kresowej BK, potem w niewoli sowieckiej w Griazowcu, w Polskich Siłach Zbrojnych w ZSRR z-ca d-cy 5 DP, potem w Dowództwie Wojska Polskiego na Środkowym Wschodzie, kom. Centrum Wyszkolenia Broni i Służb w Egipcie i Palestynie, d-ca 6 Lwowskiej Brygady Strzelców, w dowództwie Armii Polskiej na Wschodzie, oficer łącznikowy przy Korpusie Francuskim i w Centrum Wyższych Studiów Wojskowych, potem ponownie na Środkowym Wschodzie i attaché przy rządzie chińskim (Tajwan), po wojnie na emigracji w Kanadzie, gen. bryg. od 1963, zmarł w 1972 r. |
| kmdr Karol Korytowski                     | w 1939 r. szef sztabu Kierownictwa Marynarki Wojennej, przez Rumunię przedostał się do Francji i Wielkiej Brytanii, przez całą wojnę (z krótką przerwą) z-ca szefa KMW, po zwolnieniu z niewoli kadm. Józefa Unruga jako II z-ca szefa (I z-cą został kadm. Unrug), od 1945 r. (po zakończeniu wojny) kadm., po wojnie na emigracji w Wielkiej Brytanii, zmarł w 1966 r. |
| płk Wilhelm Lawicz-Liszka                 | w 1939 r. d-ca 20 DP, następnie w niewoli niemieckiej, w obozie VII A Murnau, po uwolnieniu w II Korpusie Polskim w 7 DP, po wojnie na emigracji w Wielkiej Brytanii, od 1966 r. gen. bryg., zmarł w 1968 r. |
| ppłk / płk Gustaw Łowczowski              | w chwili wybuchu wojny z-ca attaché wojskowego w Paryżu, w czasie wojny w obozie Coëtquidan, d-ca pułku, potem szef sztabu 4 DP, w Wielkiej Brytanii szef sztabu 2 Brygady Strzelców, potem 3 Brygady Kadrowej Strzelców, oficer taktyczny I Oficerskiego batalionu szkolnego, wykładowca Wyższej Szkoły Wojennej, d-ca 3 Brygady Strzelców Karpackich w czasie walk we Włoszech, po wojnie na emigracji w Wielkiej Brytanii, od 1964 gen. bryg., zmarł w 1984 r. |
| ppłk / płk Franciszek Pfeiffer            | w 1939 r. d-ca batalionu w Armii „Kraków”, uniknął niewoli, z-ca d-cy okręgu łódzkiego Służby Zwycięstwu Polski, potem w jej Oddziale Organizacyjnym, wycofał się z ZWZ z powodu konfliktów personalnych i założył odrębną grupę wojskową, od 1942 podporządkowaną znowu KG ZWZ, potem d-ca Obwodu I Śródmieście w Warszawskim Okręgu AK, w powstaniu Warszawskim d-ca Grupy Śródmieście Północ – Radwan i 28 DP AK, po kapitulacji w obozie koncentracyjnym Bergen-Belsen, po wojnie na emigracji w Wielkiej Brytanii, od 1964 r. gen. bryg., zmarł krótko po nominacji. |
| płk Władysław Powierza                    | w 1939 r. d-ca 23 DP, następnie w niewoli niemieckiej, w obozie VII A Murnau, po uwolnieniu II z-ca d-cy 3 Dywizji Strzelców Karpackich w 2 Korpusie Polskim we Włoszech, po wojnie na emigracji w Wielkiej Brytanii. od 1964 gen. bryg., zginął w wypadku w 1975 r. |
| ppor / por / kpt. / mjr Stanisław Skalski | w 1939 r. oficer lotnictwa (5 zestrzeleń), wysłany do Rumunii po francuskie samoloty, przedostał się do Francji i Wielkiej Brytanii, od sierpnia 1940 r. w bitwie o Anglię w dywizjonie brytyjskim, potem w polskim lotnictwie, d-ca eskadry, m.in. w 316 Dywizjonie, d-ca 317 Dywizjonu, od 1943 r. w Polskim Zespole Myśliwskim w Afryce Północnej (tzw. „cyrk Skalskiego”), następnie d-ca 601 dywizjonu RAF, na Sycylii, d-ca polskiego 131 Skrzydła Myśliwskiego i 133 Skrzydła Myśliwskiego w operacji Overlord, wykładowca w szkole wojennej Fort Leavenworth w USA, potem ponownie w 133 Skrzydle, zaliczono mu 20 zestrzeleń, w 1947 r. powrócił do Polski i został przyjęty do LWP jako inspektor do spraw techniki pilotażu, w 1948 r. aresztowany, torturowany, skazany na karę śmierci za rzekome szpiegostwo w tzw. procesie kiblowym, ułaskawiony przez prezydenta Bolesława Bieruta, o czym dowiedział się po roku, w 1956 r. uwolniony, uzyskał odszkodowanie, powrócił do wojska w stopniu majora, służył do 1972 r. do stopnia pułkownika, potem w rezerwie, od 1988 r. gen. bryg. (decyzja Rady Państwa za zasługi wojenne), zmarł w 2004 r. |
| płk Marian Józef Smoleński                | w 1939 r. szef Oddziału II Sztabu Naczelnego Wodza, przedostał się do Francji, II z-ca komendanta głównego Związku Walki Zbrojnej, w Wielkiej Brytanii szef Oddziału VI Sztabu Naczelnego Wodza, d-ca II Oficerskiego Batalionu Szkolnego Brygady Szkolnej, kom. Kursu Przygotowawczego do Wyższej Szkoły Wojennej, komendant WSzW, potem w Inspektoracie Wyszkolenia, II z-ca szefa Sztabu Naczelnego Wodza, z-ca dcy 3 Dywizji Strzelców Karpackich, po wojnie na emigracji w Wielkiej Brytanii, od 1964 gen. bryg., zginął w wypadku w 1978 r. |
| ppłk / płk Antoni Szymański               | w 1939 r. w obronie Lwowa, potem w niewoli sowieckiej w Wołoczyskach, Starobielsku i Moskwie, uwolniony w 1941 r. przejściowo szef sztabu 5 DP, potem Inspektor Oddziałów Polskich i d-ca Bazy Ewakuacyjnej w Iranie, attaché wojskowy w Kairze i w Paryżu, po wojnie szef Wojskowej Misji Likwidacyjnej w Paryżu, potem na emigracji w Wielkiej Brytanii, od 1964 gen. bryg., zmarł w 1973 r. |
| płk Józef Werobej                         | w 1939 r. d-ca 9 DP, potem 4 DP, następnie w niewoli niemieckiej w obozie II C Woldenberg, po uwolnieniu z-ca d-cy 5 Kresowej DP we Włoszech i Wielkiej Brytanii, po wojnie na emigracji w Wielkiej Brytanii, od 1964 gen. bryg., zginął w wypadku w 1976 r. |
| ppłk / płk Karol Ziemski                  | w 1939 r. d-ca pułku, z niewoli zwolniony jako inwalida, d-ca pionu wojskowego Polskiego Związku Wolności, od 1942 r. w Armii Krajowej, szef Wydziału Wyszkolenia Piechoty w Oddziale III Komendy Głównej AK, z-ca d-cy Okręgu Warszawskiego, podczas powstania warszawskiego d-ca Grupy Północ, z-ca d-cy okręgu oraz Warszawskiego Korpusu AK, po kapitulacji w niewoli niemieckiej, uwolniony z obozu koncentracyjnego Neuengamme, po wojnie na emigracji w Wielkiej Brytanii, od 1964 r. gen. bryg., zmarł w 1974 r. |

### Awansowani na generałów brygady pośmiertnie za zasługi wojenne
| Imię i nazwisko                          | Przebieg służby i okoliczności awansu |
| ---------------------------------------- | --- |
| płk Ottokar Brzoza-Brzezina              | w 1939 r. d-ca zaimprowizowanego zgrupowania i 50 DP, z niewoli niemieckiej zwolniony, gdyż był czeskiej narodowości, w czasie wojny w jego majątku mieściła się siedziba Okręgu Warszawskiego SZP, a potem ZWZ-AK i baza szkoleniowa, służył jako wywiadowca AK, w 1944 aresztowany przez Niemców i wywieziony do Oflagu IIC Woldenberg, po wojnie powrócił do Polski, zmarł w 1968 r., pośmiertnie gen. bryg. (1969). |
| płk Adam Brzechwa-Ajdukiewicz            | d-ca 26 DP w 1939 r., potem w niewoli niemieckiej do końca wojny, po wyzwoleniu w 7 DP na Zachodzie i z-ca d-cy Jednostek Wojskowych na Środkowym Wschodzie, po wojnie na emigracji w Wielkiej Brytanii, zmarł w 1954 r., pośmiertnie gen. bryg. (1964). |
| płk Stanisław Dąbek                      | d-ca Lądowej Obrony Wybrzeża w 1939 r., po wyczerpaniu możliwości obrony popełnił samobójstwo, pośmiertnie gen. bryg. (1964). |
| płk Konstanty Drucki-Lubecki             | w 1939 r. d-ca Wileńskiej BK, ranny trafił do niewoli sowieckiej, więziony w Samborze i Kijowie, zamordowany prawdopodobnie w Kijowie w 1940 r., pośmiertnie gen. bryg. (1940). |
| płk Adam Epler                           | w 1939 r. d-ca Ośrodka Zapasowego 20 DP, potem w SGO „Polesie”, po bitwie pod Kockiem w niewoli niemieckiej, z której uciekł, w konspiracji w Krakowie, zagrożony aresztowaniem uciekł przez Słowację, Węgry i Bałkany na Bliski Wschód, d-ca Legii Oficerskiej w Egipcie, po wojnie na emigracji w Wielkiej Brytanii, zmarł w 1965 r., pośmiertnie gen. bryg. (1994). |
| płk Władysław Filipkowski                | w 1939 r. d-ca piechoty dywizyjnej 1 DPL i własnej grupy operacyjnej, dostał się do niewoli sowieckiej we Lwowie, ale zbiegł, potem inspektor Komendy Głównej ZWZ/AK we Lwowie i kom. obszaru Lwów, udał się na rozmowy z LWP i został aresztowany w sierpniu 1944 r., więziony w Kijowie, Charkowie i Diagilewie, internowany w Griazowcu i Brześciu, zwolniony w listopadzie 1947 r. powrócił do Polski, zmarł w 1950 r., pośmiertnie gen. bryg. (1994). |
| kmdr Stefan Frankowski                   | w 1939 r. dowódca Morskiej Obrony Wybrzeża, następnie w niewoli niemieckiej, podczas pobytu w obozie VIII B Silberberg zmarł w szpitalu w Bielawie w 1940 r., pośmiertnie kadm. (1946). |
| płk Jan Karcz                            | w 1939 r. d-ca Mazowieckiej BK, uniknął niewoli, w konspiracji w Krakowie, włączony do Związku Walki Zbrojnej, w 1941 r. przypadkowo aresztowany w łapance, ostatecznie przewieziony do obozu Auschwitz, w obozie w Związku Organizacji Wojskowej, w grudniu 1941 r. zdradzony i skierowany przez gestapo do karnej kompanii w Birkenau, ponownie działał w ZOW, rozstrzelany w styczniu 1943 r., pośmiertnie gen. bryg. (1969). |
| mjr / ppłk Jan Kiwerski                  | w 1939 r. oficera operacyjnego sztabu 33 DP, uniknął niewoli, potem w sztabie dywersji SZP, d-ca Oddziałów Kedywu Komendy Głównej AK, d-ca Okręgu Wołyń i 27 Wołyńskiej DP AK, poległ w walce 18 kwietnia 1944 r., pośmiertnie gen. bryg. (1990). |
| płk Stefan Kossecki                      | d-ca 18 DP w 1939 r., uniknął niewoli jako inwalida, w 1939 r. aresztowany przez NKWD w Brześciu n. Bugiem, potem zamordowany w niewyjaśnionych okolicznościach, prawdopodobnie utopiony w Morzu Białym z innymi więźniami na statku, pośmiertnie gen. bryg. (1964). |
| mjr / ppłk / płk Aleksander Krzyżanowski | w 1939 r. d-ca dywizjonu w Armii „Poznań", walczył do połowy października 1939 r. i uniknął niewoli, następnie w Służbie Zwycięstwu Polski, szef sztabu i z-ca kom. okręgu wileńskiego, w ZWZ i AK kom. okręgu, w lipcu 1944 r. po wyparciu Niemców z Wilna zwabiony na rozmowy i aresztowany przez NKWD (pod fałszywym nazwiskiem), w maju 1945 r. przewieziony do Moskwy, potem więziony w Diagilewie i Griazowcu, zbiegł w sierpniu 1947 r. do Wilna i ujawnił się pełnomocnikowi rządu polskiego celem repatriacji, ponownie aresztowany i odesłany do Polski w październiku 1947 r., w lipcu 1948 r. aresztowany przez UB, nie osądzony, zmarł w więzieniu w 1951 r., pośmiertnie gen. bryg. (1994). |
| płk Bolesław Ostrowski                   | w 1939 r. d-ca 36 DP, przez Węgry przedostał się na Bliski Wschód, d-ca Oddziału Szkolnego Ośrodka Zapasowego Sam. Brygady Strzelców Karpackich, z-ca d-cy Ośrodka Zapasowego Wojska Polskiego na Środkowym Wschodzie, oficer łącznikowy w Jerozolimie, w Dowództwie Rejonowym Etapów w Palestynie, d-ca Jednostek Terytorialnych na Bliskim Wschodzie, oficer łącznikowy 2 Korpusu Polskiego, kom. miasta Rzym, po wojnie na emigracji w Argentynie, zmarł w 1964 r., pośmiertnie gen. bryg. (1968). |
| mjr / ppłk / płk Kazimierz Tumidajski    | w 1939 r. d-ca batalionu, uniknął niewoli, inspektor rejonowy Związku Walki Zbrojnej w Tarnowie, z-ca kom. Obszaru Południowego ZWZ, szef sztabu Lubelskiego Okręgu AK, potem jego kom., w lipcu 1944 r. po wkroczeniu Sowietów aresztowany przez NKWD i przewieziony do Moskwy, więziony w Moskwie, Charkowie i Diagilewie pod fałszywym nazwiskiem, w czerwcu 1947 podhjął sttrajk głodowy, przewieziony do obozu w Skopinie, w lipcu 1947 r. uduszony w szpitalu NKWD podczas przymusowego karmienia, pośmiertnie gen. bryg. (1994). |
| płk Eugeniusz Żongołłowicz               | w 1939 r. d-ca rezerwowej 44 DP i obrońca Warszawy, następnie w niewoli niemieckiej, po uwolnieniu III z-ca d-cy 3 Dywizji Strzelców Karpackich, potem na emigracji w Wielkiej Brytanii, zmarł w 1963 r., pośmiertnie gen. bryg. (1964). |

## Generałowie w stanie spoczynku
Lista obejmuje generałów, którzy w chwili rozpoczęcia wojny byli w stanie spoczynku i nie powrócili już do służby. Nie uwzględnia tych, którzy podczas wojny powrócili do służby lub podjęli działalność konspiracyjną. 33 z nich przeżyło okupację i pozostało w Polsce, 25 zmarło pod niemiecką okupacją (w tym co najmniej 3 jako ofiary hitlerowców), 20 zginęło lub zmarło w więzieniach w Związku Sowieckim, 2 zostało internowanych, mimo że nie byli w służbie i nie pełnili jej przez całą wojnę, 8 przebywało na Zachodzie jako cywile (1 z nich zmarł w czasie wojny), 2 podpisało volkslistę i wyjechało do Niemiec, a 1 był cudzoziemcem (Gruzinem).

### Przebywali w okupowanej w Polsce lub przeżyli w ZSRS
| Imię i nazwisko                     | Losy wojenne i powojenne |
| ----------------------------------- | --- |
| gen. broni Stanisław Szeptycki      | przeżył okupację, zmarł w 1950 r. |
| gen. dyw. Wacław Fara               | przeżył okupację, zmarł w 1954 r. |
| gen. dyw. Wiktor Gawroński          | przeżył okupację, zmarł w 1946 r. |
| gen. dyw. Edmund von Hauser         | przeżył okupację, zmarł w 1949 r. |
| gen. dyw. Zdzisław Kostecki         | przeżył okupację, zmarł w 1947 r. |
| gen. dyw. Mieczysław Kuliński       | przeżył okupację, zmarł w 1958 r. |
| gen. dyw. Franciszek Latinik        | przeżył okupację, zmarł w 1949 r. |
| gen. dyw. Wincenty Odyniec          | przeżył okupację, zmarł w 1952 r. |
| gen. dyw. Józef Rybak               | przeżył okupację, zgłosił się do LWP, nie przyjęty ze względu na wiek, zmarł w 1953 r.                                               |
| gen. dyw. Karol Schubert            | w czasie okupacji wskutek gróźb i szykan Niemców podpisał volkslistę, w związku z czym był po wojnie represjonowany, zmarł w 1954 r. |
| gen. dyw. Stanisław Springwald      | przeżył okupację, zmarł w 1951 r. |
| gen. dyw. Paweł Szymański           | przeżył okupację, zmarł w 1945 r. tuż po wojnie.                                                                                     |
| gen. dyw. Stanisław Wróblewski      | przeżył okupację, zmarł w 1949 r. |
| gen. dyw. Roman Żaba                | przeżył okupację, zmarł w 1945 r. tuż po wojnie.                                                                                     |
| gen. bryg. Teodor Bałłaban          | lekarz, jesienią 1939 r. aresztowany przez NKWD we Lwowie, zwolniony w 1941 r., po wojnie repatriował się do Polski, zmarł w 1946 r. |
| gen. bryg. Henryk Bobkowski         | przeżył okupację, zmarł w 1945 r. tuż po wojnie.                                                                                     |
| gen. bryg. Aleksander Ehrbar        | przeżył okupację, zmarł w 1948 r. |
| gen. bryg. Bolesław Frej            | przeżył okupację (ranny jako cywil, został inwalidą), zmarł w 1950 r.                                                                |
| gen. bryg. Edward Gruber            | przeżył okupację, zmarł w 1945 r. po wojnie.                                                                                         |
| gen. bryg. Witold Horodyński        | lekarz, przeżył okupację, zmarł w 1954 r.                                                                                            |
| gen. bryg. Kazimierz Jacynik        | przeżył okupację, zmarł w 1965 r. |
| gen. bryg. Adam Kiciński            | przeżył okupację, zmarł w 1959 r. |
| gen. bryg. Karol Krauss             | przeżył okupację, zmarł w 1945 r. tuż po wojnie.                                                                                     |
| gen. bryg. Walery Maryański         | przeżył okupację, zmarł w 1946 r. |
| gen. bryg. Emil Mecnarowski         | sędzia wojskowy, przeżył okupację, zmarł w 1968 r.                                                                                   |
| gen. bryg. Jan Medwadowski          | przeżył okupację, zmarł w 1957 r. |
| dziekan gen. ks. Piotr Niezgoda     | ksiądz katolicki, przeżył okupację, zmarł w 1955 r.                                                                                  |
| gen. bryg. Włodzimierz Rachmistruk  | aresztowany przez Niemców we wrześniu 1939 i zwolniony po trzech latach, przeżył okupację, zmarł w 1959 r.                           |
| gen. bryg. Maksymilian Rutkowski    | profesor medycyny, przeżył okupację, zmarł w 1947 r.                                                                                 |
| gen. bryg. Kazimierz Steier         | lekarz, przeżył okupację, zmarł w 1958 r.                                                                                            |
| gen. bryg. Mieczysław Windakiewicz  | przeżył okupację, zmarł w 1945 r. po wojnie.                                                                                         |
| gen. bryg. Stanisław Wieroński      | przeżył okupację, zmarł w 1958 r. |
| gen. bryg. Franciszek Zwierzchowski | profesor medycyny, przeżył okupację, zmarł w 1949 r.                                                                                 |

### Zmarli w czasie okupacji
| Imię i nazwisko                          | Losy wojenne i okoliczności śmierci                                                               |
| ---------------------------------------- | ------------------------------------------------------------------------------------------------- |
| gen. broni Kazimierz Raszewski           | aresztowany przez gestapo, zmarł krótko po zwolnieniu w 1941 r. w Polsce.                         |
| gen. broni Kajetan Olszewski             | zmarł w Warszawie w okresie powstania w 1944 r.                                                   |
| wiceadm. Konstanty Biergiel              | zmarł 7 grudnia 1939 r. pod Warszawą.                                                             |
| gen. dyw. Juliusz Bijak                  | zmarł w Wadowicach w 1943 r.                                                                      |
| gen. dyw. Eugeniusz Dąbrowiecki          | zmarł w Krakowie w 1941 r.                                                                        |
| gen. dyw. ks. Stanisław Gall             | były biskup polowy, administrator archidiecezji warszawskiej, zmarł w 1942 r.                     |
| gen. dyw. Eugeniusz de Henning-Michaelis | zamordowany przez Niemców pod Sinołęką jako cywil 14 września 1939 r.                             |
| gen. dyw. Aleksander Karnicki            | zmarł w Kutnie w 1942 r.                                                                          |
| gen. dyw. Stefan Majewski                | zmarł w Słonawach w 1944 r.                                                                       |
| gen. dyw. Gustaw Ostapowicz              | zmarł w Warszawie w 1941 r.                                                                       |
| gen. dyw. Bolesław Roja                  | aresztowany przez Niemców w marcu 1940 jako cywil, zamordowany w obozie w Sachsenhausen w 1940 r. |
| gen. dyw. Józef Szamota                  | zginął w wypadku w Warszawie w 1942 r.                                                            |
| gen. bryg. Wacław Bieczyński             | zmarł w Warszawie w 1941 r. w niejasnych okolicznościach.                                         |
| kadm. Michał Borowski                    | zmarł w Wilnie w grudniu 1939 r.                                                                  |
| kadm. Zygmunt Brynk                      | zmarł w Milanówku we wrześniu 1943 r.                                                             |
| gen. bryg. Leonard Brzeziński-Dunin      | zmarł w Krakowie w 1941 r.                                                                        |
| gen. bryg. Kazimierz Habicht             | lekarz, zmarł w Krakowie w 1943 r.                                                                |
| gen. bryg. Stanisław Hlawaty             | popełnił samobójstwo w Stanisławowie we wrześniu 1939 r. na wieść o agresji sowieckiej.           |
| gen. bryg. Stefan Janiszewski            | lekarz, zmarł w 1940 r. w Warszawie.                                                              |
| gen. bryg. Oktawian Pilecki-Leliwa       | lekarz, zmarł w 1941 r. w Poznaniu.                                                               |
| gen. bryg. Robert Reyman                 | zginął w 1944 r. w powstaniu warszawskim jako cywil, ofiara ostrzału niemieckiego.                |
| gen. bryg. Józef Schindler               | zmarł w okresie okupacji w Cieszynie.                                                             |
| gen. bryg. Jan Tabaczyński               | zmarł w 1940 r. w Warszawie.                                                                      |
| gen. bryg. Zdzisław Załuski              | zmarł w 1944 r. w Krakowie.                                                                       |
| gen. bryg. Leon Zawistowski              | zmarł w 1944 r. w Pogwizdowie.                                                                    |

### Ofiary represji sowieckich
| Imię i nazwisko                       | Losy wojenne i okoliczności śmierci |
| ------------------------------------- | --- |
| gen. dyw. Bronisław Babiański         | aresztowany przez NKWD w październiku 1939 r., zaginął bez śladu. |
| gen. dyw. Kazimierz Dzierżanowski     | aresztowany przez NKWD we wrześniu 1939, więziony w Kijowie, zmarł w więzieniu w 1940 r. |
| gen. dyw. Stanisław Haller            | aresztowany przez NKWD, więzień Starobielska, zamordowany w Charkowie w 1940 r., pośmiertnie gen. broni (2007)                                                                                            |
| gen. dyw. Kazimierz Horoszkiewicz     | wywieziony przez Sowietów na Syberię, zmarł w 1942 r. w drodze do Armii Polskiej w ZSRS. |
| gen. dyw. Władysław Jung              | mieszkał w Krakowie, wybuch wojny zastał go pod Lwowem, aresztowany przez NKWD podczas próby powrotu do domu przez granicę sowiecko-niemiecką, nie rozpoznany, zmarł z wyczerpania jako więzień w 1940 r. |
| gen. dyw. Henryk Minkiewicz           | aresztowany przez NKWD, więzień Kozielska, zamordowany w Katyniu w 1940 r., pośmiertnie gen. broni (2007)                                                                                                 |
| gen. dyw. Franciszek Paulik           | aresztowany we Lwowie przez NKWD w listopadzie 1939 r., zmarł w więzieniu lub zamordowany w 1940 r. |
| gen. dyw. Leonard Skierski            | aresztowany przez NKWD, więzień Starobielska, zamordowany w Charkowie w 1940 r., pośmiertnie gen. broni (2007)                                                                                            |
| gen. dyw. Stefan Suszyński            | aresztowany w Wilnie przez NKWD w listopadzie 1939 r., więziony w kilku obozach, zmarł w 1941 r. w łagrze pod Karagandą.                                                                                  |
| gen. dyw. Juliusz Tarnawa-Malczewski  | aresztowany we Lwowie przez NKWD we wrześniu 1939 r. i zamordowany w więzieniu kilka miesięcy później. |
| gen. bryg. Teodor Bałłaban            | lekarz, jesienią 1939 r. aresztowany przez NKWD we Lwowie, zwolniony w 1941 r., po wojnie repatriował się do Polski, zmarł w 1946 r.                                                                      |
| gen. bryg. Bronisław Bohaterewicz     | aresztowany przez NKWD, więzień Kozielska, zamordowany w Katyniu w 1940 r., pośmiertnie gen. dyw. (2007)                                                                                                  |
| dziekan gen. ks. Karol Bogucki        | ksiądz katolicki, aresztowany w 1939, zmarł w więzieniu w Chersoniu w maju (?) 1941 r. |
| gen. bryg. Romuald Dąbrowski          | aresztowany po wkroczeniu Armii Czerwonej, zmarł w grudniu 1939 r. w trakcie wywózki na Syberię. |
| gen. bryg. Stanisław Dowoyno-Sołłohub | zamordowany przez NKWD jako cywil 22 września 1939 r. w Ziołowie. |
| gen. bryg. Albin Jasiński             | aresztowany po wkroczeniu Armii Czerwonej do Drohiczyna, zmarł w 1940 r. w więzieniu w Mińsku. |
| gen. bryg. Szymon Kurz                | aresztowany przez NKWD we Lwowie w listopadzie 1939 r., zamordowany wiosną 1940 r. na Ukrainie. |
| kadm. Tomasz Nejman                   | internowany w 1939 r. w Wilnie przez Armię Czerwoną, zmarł w 1942 r. |
| gen. bryg. Tadeusz Sulimirski         | aresztowany w listopadzie 1939 r. przez NKWD we Lwowie, zmarł w więzieniu w 1940 r. |
| gen. bryg. Mariusz Zaruski            | aresztowany w 1939, zmarł w więzieniu w Chersoniu w maju (?) 1941 r. |

### Internowani mimo stanu spoczynku
| Imię i nazwisko                   | Losy wojenne i powojenne |
| --------------------------------- | --- |
| gen. bryg. Józef Daniec           | sędzia wojskowy, mimo stanu spoczynku po przedostaniu się na Węgry internowany, po wojnie na emigracji we Francji, zmarł w 1958 r. |
| gen. bryg. Aleksander Litwinowicz | mimo stanu spoczynku internowany w Rumunii w 1939 r., po wojnie powrócił do Polski, zmarł w 1950 r.                                |

### Przedostali się na Zachód lub przebywali za granicą w chwili wybuchu wojny
| Imię i nazwisko                  | Losy wojenne i powojenne |
| -------------------------------- | --- |
| gen. broni Józef Haller          | przedostał się przez Rumunię do Francji, minister w rządzie na uchodźstwie, po wojnie na emigracji w Wielkiej Brytanii, zmarł w 1960 r.                                                    |
| gen. dyw. Aleksander Osiński     | w chwili wybuchu wojny w USA, w czasie wojny przewodniczący PCK w Wielkiej Brytanii, powrócił do Polski, zmarł w 1956 r.                                                                   |
| gen. dyw. Aureli Serda-Teodorski | w chwili wybuchu wojny mieszkał w Jugosławii, zmarł w 1942 r. w Zagrzebiu. |
| gen. bryg. Roman Górecki         | przedostał się w 1939 r. przez Rumunię i Francję do Wielkiej Brytanii, tam zmarł w 1946 r.                                                                                                 |
| gen. bryg. Stefan Hubicki        | lekarz, przebywał od 1939 r. na Węgrzech jako cywil działający w środowiskach polskich, po zajęciu Węgier przez Niemcy ukrywał się na Słowacji, potem powrócił do Polski i zmarł w 1955 r. |
| gen. bryg. Jakub Krzemieński     | ewakuowany przez Rumunię z Polski jako członek władz (Prezes NIK), po wojnie na emigracji w Wielkiej Brytanii, zmarł w 1955 r.                                                             |
| gen. bryg. Stanisław Śliwieński  | sędzia wojskowy, w czasie okupacji we Francji jako cywil, tam zmarł w 1946 r. |
| gen. bryg. Feliks Maciszewski    | w 1939 r. przedostał się na Zachód, zmarł w 1957 r. na emigracji w USA. |

### Odstępcy narodowi
| Imię i nazwisko          | Losy wojenne i powojenne                                                                        |
| ------------------------ | ----------------------------------------------------------------------------------------------- |
| gen. dyw. Józef Czikel   | w czasie okupacji podpisał volkslistę i wyjechał do Austrii, gdzie zamieszkał i zmarł w 1973 r. |
| gen. dyw. Eugeniusz Tinz | w chwili wybuchu wojny mieszkał w Wiedniu i tam zmarł w 1943 r., odżegnywał się od polskości.   |

### Cudzoziemiec
| Imię i nazwisko                 | Losy wojenne i powojenne |
| ------------------------------- | --- |
| gen. dyw. Aleksander Zakariadze | gruziński oficer kontraktowy, wzięty do niewoli w 1939 r. i zwolniony po dwóch tygodniach, mieszkał w Warszawie, po upadku powstania przedostał się do Austrii, potem na emigracji we Francji, zmarł w 1957 r. |